# آیمه بونپلان
آیمه بونپلان (فرانسوی: Aimé Bonpland‎؛ اوت ۱۷۷۳ – مه ۱۸۵۸) پزشک، سرخس‌شناس، گیاه‌شناس و مکتشف اهل فرانسه بود.